# One Plus One (2012)
One Plus One ist ein Kurzfilm von Luca Guadagnino aus dem Jahr 2012.
Der Werbefilm für das Modehaus Armani ist einer der fünf aufwendig produzierten Spielfilmminiaturen, die Guadagnino zwischen 2010 und 2013 für italienische Modelabels gedreht hat. 
Vorgestellt werden zwar Kleider der Frühlings- und Sommerkollektion 2013 des Hauses Armani, inszeniert wird jedoch Milou Van Groesen als Objekt männlicher Begierden.

## Produktion, Rezeption
Produziert wurde der Film, der in enger Zusammenarbeit Guadagninos mit Giorgio Armani entstand, von Giorgio Armani SpA. 

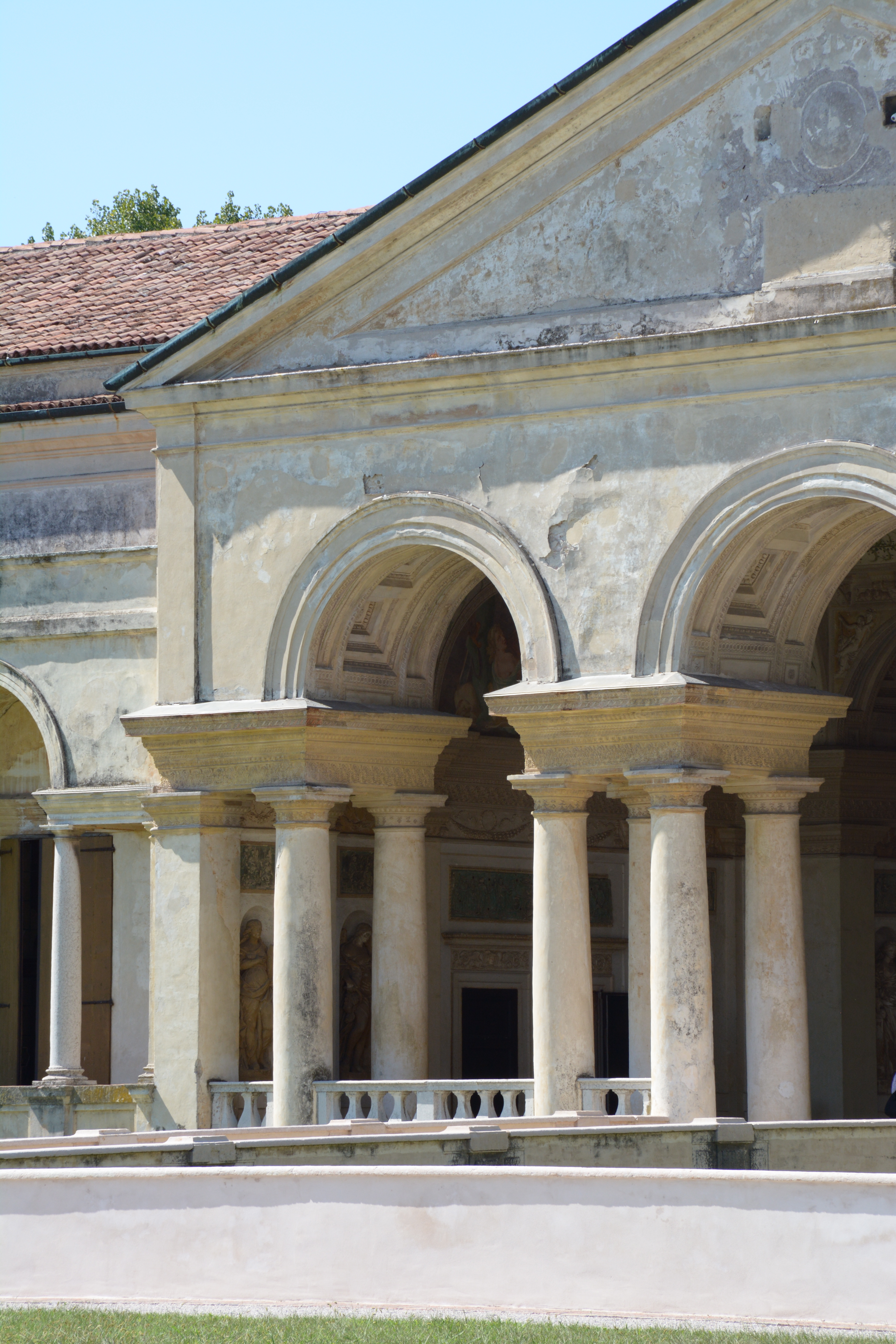
Palazzo del Te in Mantua

Das Video von drei Minuten Länge wurde in Mantua und in Cremona gedreht. Schauplätze sind u. a. die Säulengänge des Palazzo del Te in Mantua, Hauptdarstellerin ist das niederländische Model Milou Van Groesen.
Chef des Kamerateams war Yorick Le Saux. Le Saux hatte 2008 als ersten Film unter der Regie Guadagninos I Am Love gedreht und war Director of Photography 2014 in A Bigger Splash. Marta Casadei von Vogue schreibt, der Film bediene sich einer raffinierten und eleganten Bildsprache. Sie sieht in Guadagnino Inszenierung der Bewegungen einer Person im Raum, in dem Bezug zwischen Person und Raum, eine Nähe zum Kino Chantal Akermans. Le Saux wählte in One Plus One bis auf wenige Ausnahmen in der Anfangssequenz für den gesamten Film nur helle bzw. wie ausgeblichen wirkende Farben in den Tönen Beige, Grau und Ziegelfarben, neben einem alles dominieren Weiß.  
Das Londoner Modemagazin 10Magazine schreibt zu dem Film: „A beautifully shot piece of work, which demonstrates how incredible the relatively new medium of fashion film can actually be.“ 
Armani veröffentlichte anschließend auf YouTube ein kurzes Video mit einem Making of des Films. Gezeigt werden die Schauspieler in der Maske, sowie die Arbeit des Kamerateams mit Steadycam, Kamerakran und Dolly. 